# Име ветра
Име ветра (енгл. The Name of the Wind), познат и под именом Хроника о краљоубици: Дан први (енгл. The Kingkiller Chronicle: Day One), роман је епске фантастике, који је написао амерички писац Патрик Ротфус. Ова књига је први део трилогије Хроника о краљоубици, након кога следи роман Страх мудрога. Књигу је у Сједињеним Државама 27. марта 2007. године објавила издавачка кућа ДАВ. У Србији је објављена 2010. године у издању Лагуне.

## Историја писања
Ротфус је Име ветра писао девет година током студирања енглеског језика. Инспирацију је извлачио из разних курсева које је похађао током студирања и из хобија којима се бавио. Пре самог издавања, одломак романа је објављен као кратка прича по имену Пут ка Левинширу, и победио је на такмичењу „Писци будућности” 2002. године.
Други део Страх мудрога објављен је 1. марта 2011. године, такође у оквиру издавачке куће ДАВ.

## Структура
Књига је подељена у две временске линије, где је прва у презенту, испричана наративом, док се друга прича бави историјом протагонисте Квоута коју он сам беседи. Књига такође поседује епилог и пролог, који су скоро идентични текстови.

## Радња
У сеоској крчми редовни гости слушају причу о легендарном чаробњаку Таборлину Великом, кога су заробила зла бића звана Чандријани. Да би побегао од њих, Таборлин је скочио са литице, али је знао Име Ветра, позвао га је, и ветар га је мирно спустио на земљу. У каснијим деловима књиге, јунаци су углавном скептични што се таквих прича тиче. Неке од магичних моћи се уче на Универзитету и користе се свакодневно. Али ипак, сумња се да је ико способан да позове Ветар, и Чандријани, који би требало да се појављују са ватром плавкасте боје, су углавном одбачени као мит.
Прича почиње у градићу Небере са гостионичаром Коутом и његовим помоћником, где се касније сазнаје да је Коут заправо Квоут: непобедиви мачевалац, чаробњак и музичар, о коме се причало да је убио краља чиме је проузрокован рат. Његов асистент Баст је принц од Ферије. Квоут случајно спасава Хроничара, познатог летописца од пауколиких створења по имену Скрели, који га пита за дозволу да напише његову биографију. Квоут упозорава Хроничара да ће време потребно да се прича исприча бити три дана, што се и подудара са самом трилогијом.
Квоут започиње причу са својим одрастањем међу племеном Едема Ру, поштованим путујућим забављачима. Проводи прелепо детињство, док су га родитељи од најранијих дана учили да глуми, пева и свира на лаути. Путујућем циркусу се придружује езотеричар Абенти, који Квоута подучава науци и „Симпатији” (магији која омогућава повезивање са објектом и његово контролисање на даљину). Квоут у једном моменту виђа Абентија како позива ветар, да докаже неверном народу како је могуће позвати и сам Ветар.
Квоутов отац, легендарни Арлинден, почиње да пише песму које ће постати његово највеће дело, трагичну баладу о Ланру. За ову композицију, Арлинден прикупља приче о Чандријанима где покушава да открије истину која се крије дубоко међу загонетним песмама, не објашњавајући какве ово везе има са Ланром. Ова потрага се кобно завршава. Трупа једном приликом стаје, Квоута мајка шаље да скупи мало жалфије у оближњој шуми. По повратку из шуме он види да су сви чланови трупе убијени укључујући и његове родитеље, а у центру свега је клан Чандријана који мирно седи око ватре док она сија плавом светлошћу. Евидентно је да им се није свидела Арлингтонова истрага и дошли су да је заташкају убијајући њега и његове. Дванаестогодишњег Квоута замало убија Чандријан Синдер, када му његов господар Халијакс заповеда да то не учини, јер им се приближавају мистериозни непријатељи.
Трауматизовани Квоут, жив али потпуно сам, проводи три године сиротињског живота у граду Катранову, где преживљава од џепарења. Напушта овај живот пошто је поново чуо причу о Ланру, који је постао бегунац после убиства његове жене, прелазећи на тамну страну, уништавајући градове који су му претили и постајући страшни господар Чандријана по имену Халијакс. Пре него што је Квоут могао питати више, приповедача ухапси доминантна црква по оптужници за јерес.
Да би се докопао истине, Квоут одлучује да крене на Универзитет, чија огромна Архива укључују све врсте акумулираног знања — укључујући, вероватно и приче о Чандријанима. На путу Квоут се заљубљује у талентовану младу жену познату као Дена, која је музичар попут њега. Квоут се уписује на Универзитет упркос недостатку школарине, где се показује као одличан студент, али се суочава са континуираним сиромаштвом и ривалством са богатим студентом Амброзом и арогантним учитељом Хемеом. Због Амброзовог трика, Квоута избацују из Архива тиме ометајући његово истраживање о Чандријанима. То га ипак није омело да оствари велика пријатељства и притом настави одличне резултате. Квоут купује лауту и свира за новац у чувеној музичкој коноби са Деном.
Читајући извештаје о плавој ватри и убиствима на једном сеоском венчању, он сумња на Чандријане и одлази да истражи. Тамо, Квоут и Дена упознају локалног свињара који је пријавио плаву ватру, и док траже Чандријане, сусрећу се са дракусом, животињом која бљује ватру, која је скоро уништио оближњи град пре него што га Квоут убије. Квоут успева да открије разлог зашто су Чандријани убили све присутне на венчању: младин отац је копајући земљу открио стару посуду на којој су биле слике свих седам Чандријана.
Назад на Универзитету, Амброз напада Квоута, али Квоут га побеђује у окршају позивањем имена Ветра, након чега га учитељ Елодин прихвата као свог ученика.
У гостионици на дан причања саме приче, једног плаћеника опседа демонска сила, и он напада госте и убија једног од њих, пре него што га убије млади Баст, Квоутов помоћник. Први дан се завршава када Квоут заврши прво поглавље своје приче и на град се спушта тама. Усред ноћи, Баст упада у собу код Хроничара и убеђује га да се фокусира на Квоутове херојске приче надајући се да ће орасположити легендарног гостионичара.

## Награде
1. Квил награда (2007) — Научна фантастика/хорор[5]
2. Најбоља књиге године (2007) —Паблишерс викли —Научна фантастика/хорор[6]
3. Алекс награда (2008) — Асоцијација библиотека − књиге за младе[7][8]
4. Избор читалаца (2008) — SF Site[9]